# 奧紹爾海伊鄉
47°03′00″N 22°01′00″E / 47.05°N 22.0167°E
奧紹爾海伊鄉（羅馬尼亞語：Comuna Oșorhei, Bihor），是羅馬尼亞的鄉份，位於該國西北部，由比霍爾縣負責管轄，面積65平方公里，海拔高度148米，2007年人口6,151，人口密度每平方公里95人。